# Tufts University
Tufts University (latin: Universitas Tuftensis) är ett amerikanskt privatägt universitet som är beläget på gränsen mellan Medford och Somerville nära Boston i Massachusetts. 

## Bakgrund
Lärosätet grundades 1852 av kristna universialister som Tufts College. Det nuvarande namnet antogs 1954. På 1970-talet expanderade Tufts från att vara ett mindre college, främst inriktat på liberal arts, till att bli ett större forskningsuniversitet.
Tufts har landets äldsta fakultet för internationella relationer, The Fletcher School of Law and Diplomacy.
Tufts är bland de mest selektiva universiteten i USA för antagning av studenter.

## Alumner
Bland universitetets alumner finns bland annat eBays grundare Pierre Omidyar, JPMorgan Chases styrelseordförande och CEO Jamie Dimon.